# Ramachandra Guha
Ramachandra "Ram" Guha  nascido Subramaniam Ramachandra (Utaracanda, 29 de abril de 1958) é um historiador, escritor e intelectual indiano  cujos interesses de pesquisa incluem História Social, Política, Contemporênea, Ambiental e do críquete, como também o campo da Economia. Ele também é colunista do jornal The Telegraph, Hindustan Times e do jornal diário hindi Amar Ujala.
Contribuidor regular de várias revistas acadêmicas, Guha também escreveu para as revistas The Caravan e Outlook. Entre 2011 e 2012, ele ocupou um cargo de visitante na London School of Economics and Political Science (LSE), a Philippe Roman Chair em História e Assuntos Internacionais. Seu livro mais recente é Gandhi: The Years That Changes the World (2018), a segunda parte de sua biografia em dois volumes de MK Gandhi. É uma continuação do aclamado Gandhi Before India (2013). A amplitude de seu trabalho, cobrindo uma diversos de campos e produzindo uma série de perspectivas originais e inteligentes, fez dele uma figura significativa nos estudos históricos indianos. Guha é valorizado como um dos maiores historiadores do final do século XX e início do século XXI. A American Historical Association (AHA) concedeu seu prêmio de Membro Honorário Estrangeiro no ano de 2019 para Ramchandra Guha. Ele é o terceiro historiador indiano a ser reconhecido pela associação, juntando-se às fileiras de Romila Thapar e Jadunath Sarkar, que receberam a homenagem em 2009 e 1952, respectivamente.

## Infância e educação
Guha nasceu em 29 de abril de 1958 em Dehradun, Uttar Pradesh (agora Uttarakhand), em uma família Tamil Brahmin. Ele foi criado em Dehradun, onde seu pai, Subramaniam Ramdas Guha, trabalhava no Forest Research Institute, e sua mãe era professora do ensino médio.  Ele deveria ter sido nomeado Subramaniam Ramachandra, de acordo com as normas Tamil de manutenção de nomes, no entanto seus professores na escola, presumivelmente enquanto registravam seu nome durante a admissão, não estavam familiarizados com essas normas e ele passou a ser chamado de Ramachandra Guha. Ele cresceu em Dehradun, no campus do Forest Research Institute.
Guha estudou no Cambrian Hall e na The Doon School. Em Doon, ele foi colaborador do jornal escolar The Doon School Weekly e editou uma publicação chamada History Times junto com Amitav Ghosh, que mais tarde se tornou um escritor famoso. Ele se formou no St. Stephen's College, Delhi, com um diploma de bacharel em economia em 1977, e completou seu mestrado em economia na Delhi School of Economics. Ele então se matriculou no Indian Institute of Management Calcutta, onde fez um PhD em história social da silvicultura em Uttarakhand, com foco no movimento Chipko. Posteriormente, foi publicado como The Unquiet Woods .

## Livros

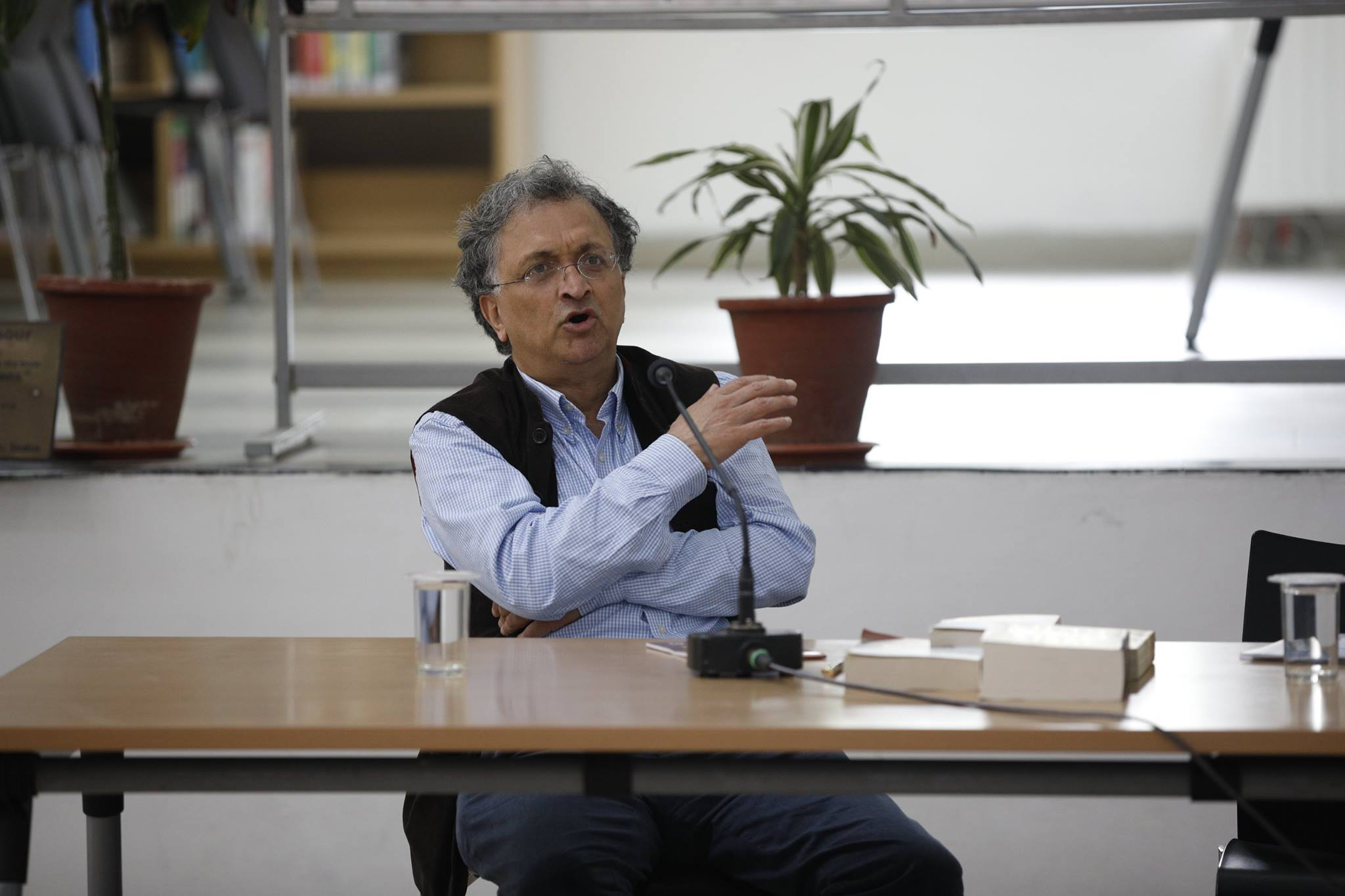
Guha fazendo uma palestra na Biblioteca Kilachand da Escola Doon em 2017.

Guha é o autor do capítulo The VHP Needs To Hear The Condemnation Of The Hindu Middle Ground no livro Gujarat: A construção de uma tragédia, editado por Siddharth Varadarajan e publicado pela Penguin. O livro é sobre os protestos de Gujarat em 2002.
Guha é o autor de India after Gandhi, publicado pela Macmillan e Ecco em 2007. Este livro foi traduzido para o hindi em dois volumes como Bharat: Gandhi Ke Baad e Bharat: Nehru Ke Baad e publicado pela Penguin. A versão em Tamil do livro foi publicada com o nome "இந்திய வரலாறு காந்திக்குப் பிறகு (பாகம் 1 e 2)" ("Indhiya varalaaru Gandhikku pin - Parte 1 e 2") por Kizhakku e traduzida por RP Sarathy. A versão bengali do livro foi publicada com o nome "গাঁধী-উত্তর ভারতবর্ষ" pela Ananda Publishers Private Limited e traduzida por Ashish Lahiri.
Guha também publicou uma coleção de ensaios intitulada Patriots and Partisans em novembro de 2012.

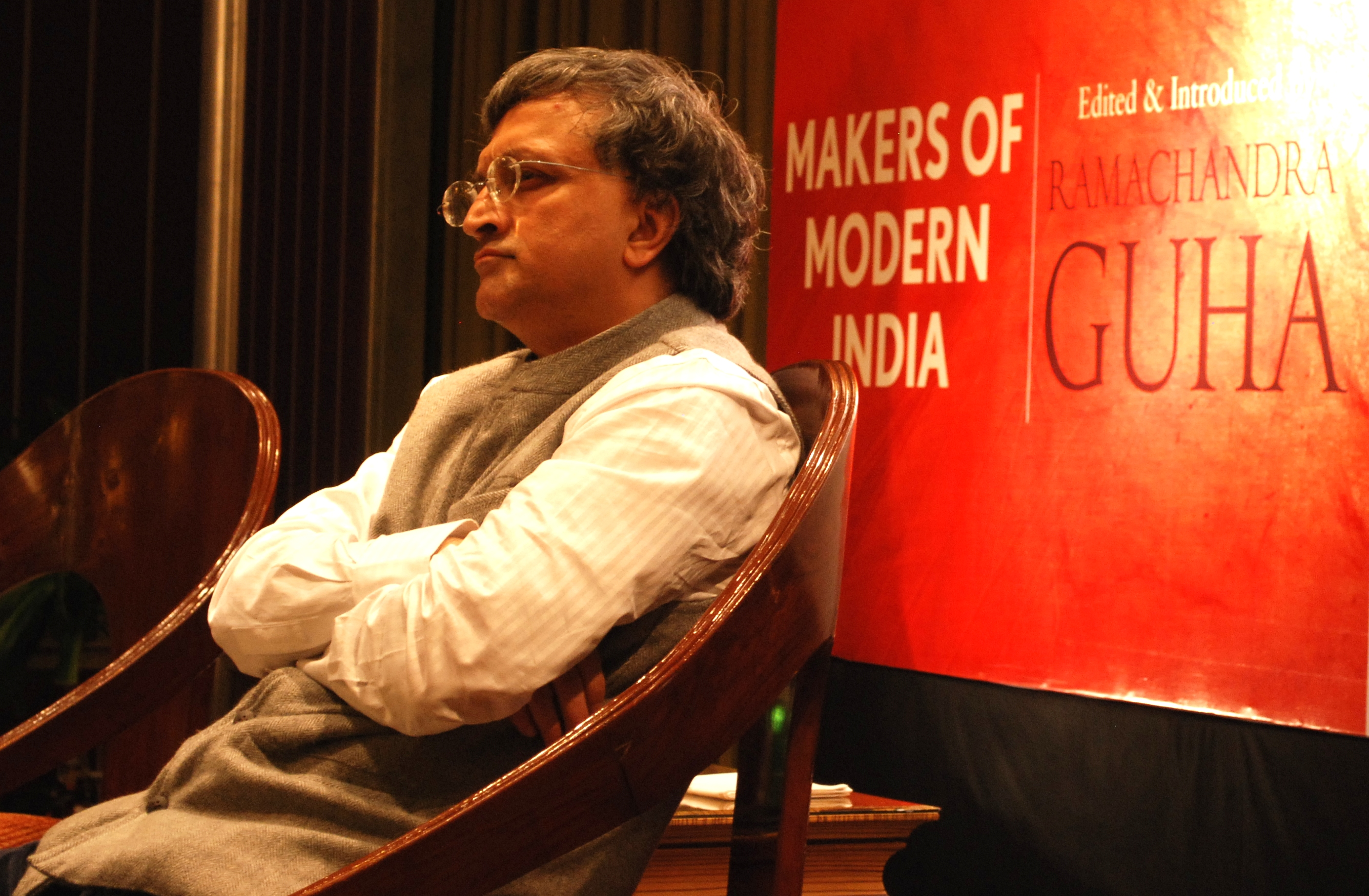
Guha no evento sobre seu livro Makers of Modern India

Em outubro de 2013, ele publicou Gandhi Before India, a primeira parte de uma biografia planejada em dois volumes de Mahatma Gandhi, que descreve sua vida desde a infância até as duas décadas na África do Sul. Outra coleção de ensaios sob o título Democratas e Dissidentes foi lançada em setembro de 2016. Guha é autor de livros sobre diversos assuntos, incluindo críquete, ecologia, política, história, etc.
Em 2018, Guha publicou Gandhi: Os anos que mudaram o mundo, 1914-1948, uma sequência de seu livro de 2013, que trata dos eventos de Gandhi depois que voltou a Índia ate sua morte. Ele também tem um epílogo que discute o papel de Gandhi na política mundial contemporânea.
Seus livros estão entre os mais procurados por estudantes de história e aspirantes ao serviço público na Índia.

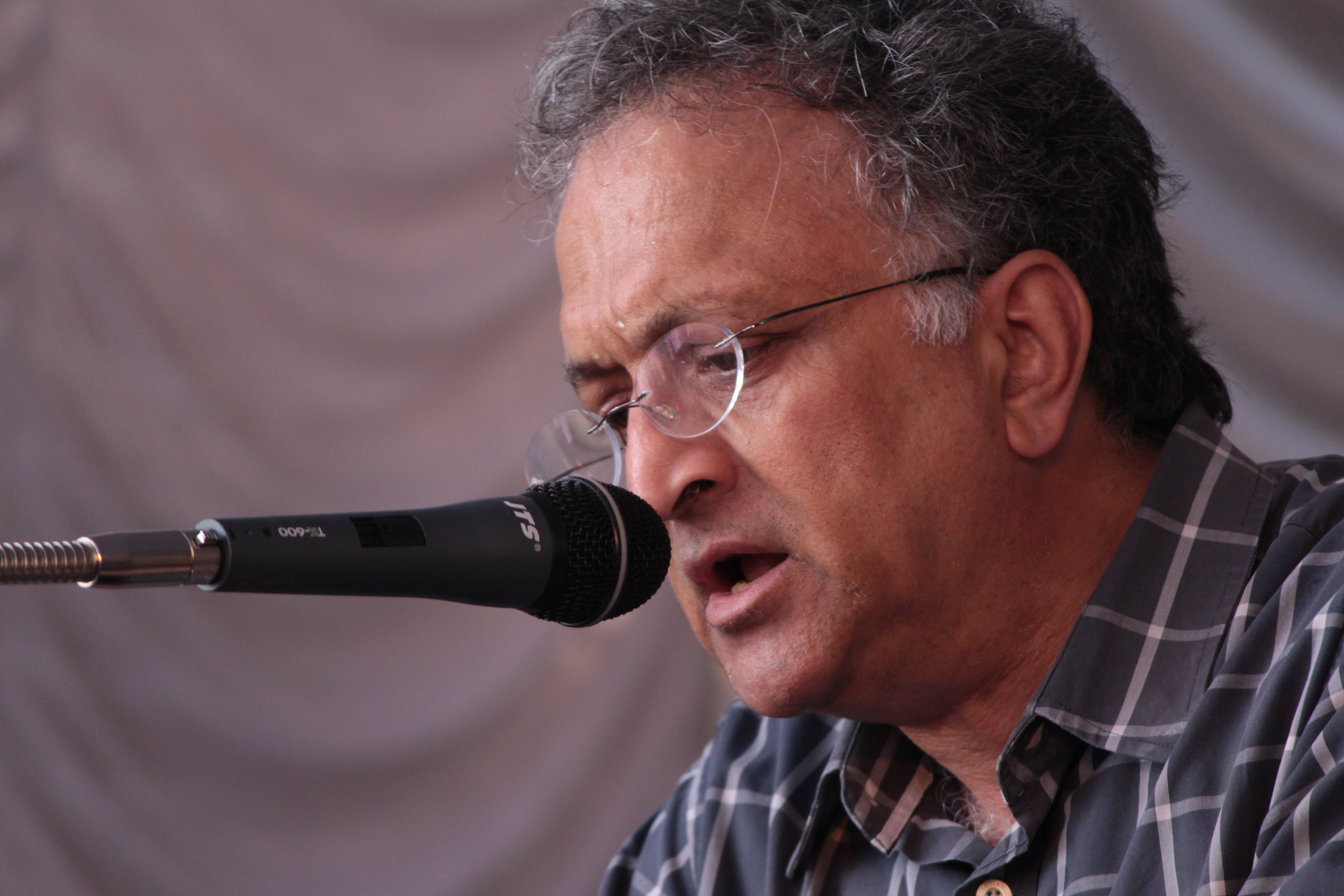
Guha em 2017

## Críquete
Guha escreveu extensivamente sobre o críquete como jornalista e como historiador. Sua pesquisa sobre a história social do críquete indiano culminou em seu trabalho Um canto de um campo estrangeiro: a história indiana de um esporte britânico em 2002. O livro traça o desenvolvimento do críquete na Índia desde seu início durante o Raj britânico até sua posição na Índia contemporânea como passatempo favorito do país.
Em novembro de 2020, ele publicou The Commonwealth of Cricket: Um caso de amor ao longo da vida com o jogo mais sutil e sofisticado conhecido pela humanidade, um relato pessoal da transformação do críquete na Índia, em todos os níveis em que o jogo é jogado: escola, faculdade, clube, estado, país e apresenta retratos vívidos de heróis locais, ícones provinciais e estrelas internacionais ao longo dos 50 anos que ele acompanha o jogo. O livro combina memórias, anedotas, reportagens e crítica política.

## Vida pessoal
Guha é casado com a designer gráfica Sujata Keshavan e eles têm dois filhos. Seu filho Keshava Guha se tornou um autor de ficção com o lançamento de Accidental Magic no Festival de Literatura de Bangalore 2019. O Koshy's Parade Café em Bengaluru é o lugar favorito de Guha para sair desde os anos 90.

## Prêmios e reconhecimento

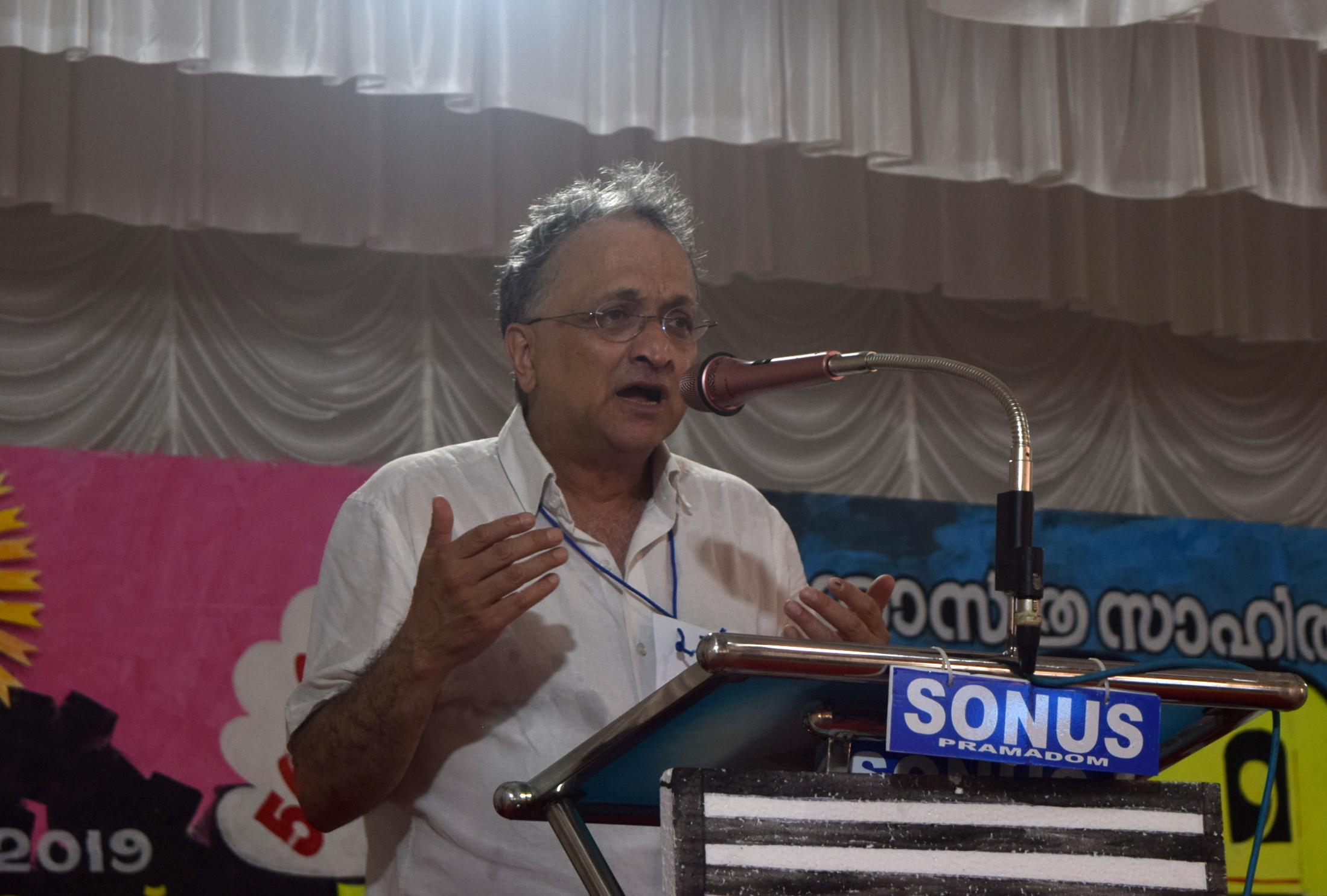
Ramachandra Guha na Conferência Estadual de Kerala Sasthra Sahithya Parishad 2019, Pramadam, Pathanamthitta, Kerala, Índia

- Seu ensaio, "Prehistory of Community Forestry in India", foi premiado com o Prêmio Leopold-Hidy da American Society for Environmental History em 2001.
- A Corner of a Foreign Field recebeu o prêmio do Livro do Ano da Daily Telegraph Cricket Society em 2002.
- Ele ganhou o Prêmio RK Narayan na Feira do Livro de Chennai em 2003.
- A revista norte-americana Foreign Policy o nomeou um dos 100 maiores intelectuais públicos do mundo em maio de 2008.[48] Na pesquisa que se seguiu, Guha ficou em 44º lugar.
- Padma Bhushan em 2009, o terceiro maior prêmio civil da Índia.[49]
- Prêmio Sahitya Akademi 2011 para a Índia após Gandhi.[50][51]
- Em 2014, Guha recebeu o título de Doutor honorário em Humanidades pela Universidade de Yale[52]
- Prêmio de Cultura Asiática de Fukuoka, 2015[53]
- A American Historical Association (AHA) concedeu seu prêmio de Membro Honorário Estrangeiro para o ano de 2019 em Ramchandra Guha.[54]